# فلوپردنیزولون
فلوپردنیزولون (به انگلیسی: Fluprednisolone) با فرمول شیمیایی C۲۱H۲۷FO۵ یک ترکیب شیمیایی با شناسه پاب‌کم ۵۸۷۶ است. که جرم مولی آن ۳۷۸٫۴۳ g/mol می‌باشد.